# Trabanta gilvescens
Trabanta gilvescens är en fjärilsart som beskrevs av Sergius G. Kiriakoff 1962. Trabanta gilvescens ingår i släktet Trabanta och familjen tandspinnare. Inga underarter finns listade i Catalogue of Life.